# Copa d'Àfrica de Nacions 1996
El 1996 es disputà la vintena edició de la Copa d'Àfrica de Futbol, a Sud-àfrica, que reemplaçà els organitzadors originals, Kenya. S'augmentà el nombre de participants a 16, dividits en quatre grups de quatre. Nigèria, vigent campió, renuncià a participar en el darrer moment. Guinea, el millor tercer classificat fou convidat en el seu lloc, però no ho acceptà i finalment només 15 equips disputaren en el campionat. Sud-àfrica va ser la campiona, després de derrotar Tunísia per 2 a 0 a la final.

## Fase de classificació

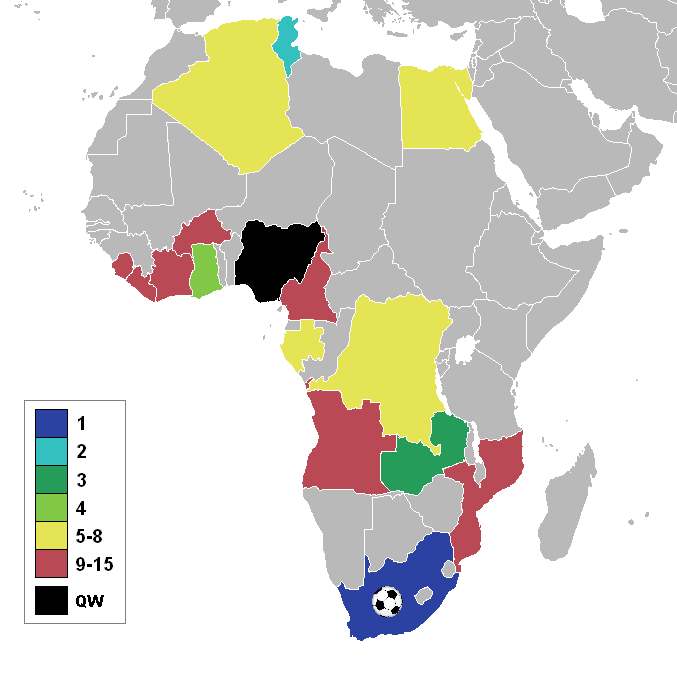
Equips participants.

Hi havien de participaren aquestes 16 seleccions:
| Equips                    | Participacions anteriors                                                                 | Millor resultat                    |
| ------------------------- | ---------------------------------------------------------------------------------------- | ---------------------------------- |
| Algèria                   | 8 (1968, 1982, 1980, 1984, 1986, 1988, 1990 i 1992)                                      | Campions (1990)                    |
| Angola                    | Debutants                                                                                | Debutants                          |
| Burkina Faso              | 1 (1978)                                                                                 | Primera fase (1978)                |
| Camerun                   | 8 (1970, 1972, 1982, 1984, 1986, 1988, 1990 i 1992)                                      | Campions (1984 i 1988)             |
| Costa d'Ivori             | 11 (1965, 1968, 1970, 1974, 1980, 1984, 1986, 1988, 1990, 1992 i 1994)                   | Campions (1992)                    |
| Egipte                    | 14 (1957, 1959, 1962, 1963, 1970, 1974, 1976, 1980, 1984, 1986, 1988, 1990, 1992 i 1994) | Campions (1957, 1959 i 1986)       |
| Gabon                     | 1 (1994)                                                                                 | Primera fase (1994)                |
| Ghana                     | 10 (1963, 1965, 1968, 1970, 1978, 1980, 1982, 1984, 1992 i 1994)                         | Campions (1963, 1965, 1978 i 1982) |
| Libèria                   | Debutants                                                                                | Debutants                          |
| Moçambic                  | 1 (1986)                                                                                 | Primera fase (1986)                |
| Nigèria (vigent campió) ¹ | 10 (1963, 1976, 1978, 1980, 1982, 1984, 1988, 1990, 1992 i 1994)                         | Campions (1980 i 1994)             |
| Sierra Leone              | 1 (1994)                                                                                 | Primera fase (1994)                |
| Sud-àfrica (amfitrió)     | Debutants                                                                                | Debutants                          |
| Tunísia                   | 6 (1962, 1963, 1965, 1978, 1982 i 1994)                                                  | Finalistes (1965)                  |
| Zaire                     | 9 (1965, 1968, 1970, 1972, 1974, 1976, 1988, 1992 i 1994)                                | Campions (1968 i 1974)             |
| Zàmbia                    | 7 (1974, 1978, 1982, 1986, 1990, 1992 i 1994)                                            | Finalistes (1974 i 1994)           |

¹ Hi va renunciar abans de començar el campionat. Com que cap equip va ocupar-ne el lloc, només 15 seleccions van disputar la fase final.

## Seus
| Johannesburg      | JohannesburgDurbanBloemfonteinPort Elisabeth | Durban             |
| ----------------- | -------------------------------------------- | ------------------ |
| FNB Stadium       | JohannesburgDurbanBloemfonteinPort Elisabeth | Kings Park Stadium |
|                   | JohannesburgDurbanBloemfonteinPort Elisabeth |                    |
| Capacitat: 80.000 | JohannesburgDurbanBloemfonteinPort Elisabeth | Capacitat: 52.000  |
| Bloemfontein      | JohannesburgDurbanBloemfonteinPort Elisabeth | Port Elisabeth     |
| Estadi Free State | JohannesburgDurbanBloemfonteinPort Elisabeth | EPRU Stadium       |
|                   | JohannesburgDurbanBloemfonteinPort Elisabeth |                    |
| Capacitat: 40.000 | JohannesburgDurbanBloemfonteinPort Elisabeth | Capacitat: 33.852  |

## Competició

### Primera fase

#### Grup A
| Pos | Equip          | PJ | PG | PE | PP | GF | GC | DG | Pts | Classificació          |
| --- | -------------- | -- | -- | -- | -- | -- | -- | -- | --- | ---------------------- |
| 1   | Sud-àfrica (H) | 3  | 2  | 0  | 1  | 4  | 1  | +3 | 6   | Avança a la fase final |
| 2   | Egipte         | 3  | 2  | 0  | 1  | 4  | 3  | +1 | 6   | Avança a la fase final |
| 3   | Camerun        | 3  | 1  | 1  | 1  | 5  | 7  | −2 | 4   |                        |
| 4   | Angola         | 3  | 0  | 1  | 2  | 4  | 6  | −2 | 1   |                        |

| Sud-àfrica                               | 3–0 | Camerun |
| ---------------------------------------- | --- | ------- |
| Masinga 15' · Williams 37' · Moshoeu 55' |     |         |

| Egipte           | 2–1 | Angola        |
| ---------------- | --- | ------------- |
| El-Kass 30', 33' |     | Quinzinho 77' |

| Camerun                            | 2–1 | Egipte    |
| ---------------------------------- | --- | --------- |
| Omam-Biyik 36' (pen.) · Tchami 59' |     | Maher 48' |

| Sud-àfrica   | 1–0 | Angola |
| ------------ | --- | ------ |
| Williams 57' |     |        |

| Sud-àfrica | 0–1 | Egipte     |
| ---------- | --- | ---------- |
|            |     | El-Kass 7' |

| Angola                                       | 3–3 | Camerun                                                  |
| -------------------------------------------- | --- | -------------------------------------------------------- |
| Joni 38' (pen.) · Paulão 57' · Quinzinho 80' |     | Omam-Biyik 25' · Mouyeme 82' · Hélder Vicente 90' (p.p.) |

#### Grup B
| Pos | Equip        | PJ | PG | PE | PP | GF | GC | DG | Pts | Classificació          |
| --- | ------------ | -- | -- | -- | -- | -- | -- | -- | --- | ---------------------- |
| 1   | Zàmbia       | 3  | 2  | 1  | 0  | 9  | 1  | +8 | 7   | Avança a la fase final |
| 2   | Algèria      | 3  | 2  | 1  | 0  | 4  | 1  | +3 | 7   | Avança a la fase final |
| 3   | Sierra Leone | 3  | 1  | 0  | 2  | 2  | 7  | −5 | 3   |                        |
| 4   | Burkina Faso | 3  | 0  | 0  | 3  | 3  | 9  | −6 | 0   |                        |

| Zàmbia | 0–0 | Algèria |
| ------ | --- | ------- |
|        |     |         |

| Sierra Leone                    | 2–1 | Burkina Faso  |
| ------------------------------- | --- | ------------- |
| Sessay 11' · Mohamed Kallon 89' |     | Ouédraogo 74' |

| Algèria          | 2–0 | Sierra Leone |
| ---------------- | --- | ------------ |
| Meçabih 41', 63' |     |              |

| Zàmbia                                                       | 5–1 | Burkina Faso  |
| ------------------------------------------------------------ | --- | ------------- |
| Malitoli 18' · K. Bwalya 24', 35' · Lota 44' · J. Bwalya 45' |     | Y. Traoré 53' |

| Algèria                | 2–1 | Burkina Faso |
| ---------------------- | --- | ------------ |
| Lounici 2' · Dziri 75' |     | Zongo 83'    |

| Zàmbia                               | 4–0 | Sierra Leone |
| ------------------------------------ | --- | ------------ |
| K. Bwalya 2', 9', 84' · Malitoli 87' |     |              |

#### Grup C
Nigèria abandonà la competició, Guinea declinà ser-ne el substitut.

| Pos | Equip   | PJ | PG | PE | PP | GF | GC | DG | Pts | Classificació          |
| --- | ------- | -- | -- | -- | -- | -- | -- | -- | --- | ---------------------- |
| 1   | Gabon   | 2  | 1  | 0  | 1  | 3  | 2  | +1 | 3   | Avança a la fase final |
| 2   | Zaire   | 2  | 1  | 0  | 1  | 2  | 2  | 0  | 3   | Avança a la fase final |
| 3   | Libèria | 2  | 1  | 0  | 1  | 2  | 3  | −1 | 3   |                        |

| Gabon     | 1–2 | Libèria                    |
| --------- | --- | -------------------------- |
| Nzeng 59' |     | Sebwe 5' (pen.) · Sarr 54' |

| Gabon                           | 2–0 | Zaire |
| ------------------------------- | --- | ----- |
| Mackaya 21' (pen.) · Bekogo 34' |     |       |

| Zaire                          | 2–0 | Libèria |
| ------------------------------ | --- | ------- |
| Lukaku 5' (pen.) · Essende 72' |     |         |

#### Grup D
| Pos | Equip         | PJ | PG | PE | PP | GF | GC | DG | Pts | Classificació          |
| --- | ------------- | -- | -- | -- | -- | -- | -- | -- | --- | ---------------------- |
| 1   | Ghana         | 3  | 3  | 0  | 0  | 6  | 1  | +5 | 9   | Avança a la fase final |
| 2   | Tunísia       | 3  | 1  | 1  | 1  | 5  | 4  | +1 | 4   | Avança a la fase final |
| 3   | Costa d'Ivori | 3  | 1  | 0  | 2  | 2  | 5  | −3 | 3   |                        |
| 4   | Libèria       | 3  | 0  | 1  | 2  | 1  | 4  | −3 | 1   |                        |

| Ghana                       | 2–0 | Costa d'Ivori |
| --------------------------- | --- | ------------- |
| Yeboah 20' · Abédi Pelé 70' |     |               |

| Tunísia       | 1–1 | Moçambic   |
| ------------- | --- | ---------- |
| Berkhissa 24' |     | Bucuane 4' |

| Ghana                        | 2–1 | Tunísia        |
| ---------------------------- | --- | -------------- |
| Abédi Pelé 50' · Akonnor 77' |     | Ben Younes 72' |

| Costa d'Ivori | 1–0 | Moçambic |
| ------------- | --- | -------- |
| Tiéhi 32'     |     |          |

| Tunísia                              | 3–1 | Costa d'Ivori |
| ------------------------------------ | --- | ------------- |
| Ben Younes 32', 38' · Ben Hassen 48' |     | M. Traoré 84' |

| Ghana                        | 2–0 | Moçambic |
| ---------------------------- | --- | -------- |
| Abédi Pelé 42' · Aboagye 68' |     |          |

### Eliminatòries
|  | Quarts de final           | Quarts de final   |                         |       | Semifinals  | Semifinals  |  |  | Final | Final |
|  |                           |                   |                         |       |             |             |  |  |       |       |
|  | 27 gener - Johannesburg   |                   |                         |       |             |             |  |  |       |       |
|  |                           |                   |                         |       |             |             |  |  |       |       |
|  | Sud-àfrica                | 2                 |                         |       |             |             |  |  |       |       |
|  | Sud-àfrica                | 2                 | 31 gener - Johannesburg |       |             |             |  |  |       |       |
|  | Algèria                   | 1                 |                         |       |             |             |  |  |       |       |
|  | Algèria                   | 1                 | Sud-àfrica              | 3     |             |             |  |  |       |       |
|  | 28 gener - Port Elisabeth |                   | Sud-àfrica              | 3     |             |             |  |  |       |       |
|  |                           | Ghana             | 0                       |       |             |             |  |  |       |       |
|  | Ghana                     | Ghana             | 0                       | 1     |             |             |  |  |       |       |
|  | Ghana                     |                   | 3 febrer - Johannesburg | 1     |             |             |  |  |       |       |
|  | Zaire                     | 0                 |                         |       |             |             |  |  |       |       |
|  | Zaire                     | 0                 | Sud-àfrica              | 2     |             |             |  |  |       |       |
|  | 27 gener - Bloemfontein   |                   | Sud-àfrica              | 2     |             |             |  |  |       |       |
|  |                           | Tunísia           | 0                       |       |             |             |  |  |       |       |
|  | Zàmbia                    | Tunísia           | 0                       | 3     |             |             |  |  |       |       |
|  | Zàmbia                    | 31 gener - Durban |                         | 3     |             |             |  |  |       |       |
|  | Egipte                    | 1                 |                         |       |             |             |  |  |       |       |
|  | Egipte                    | 1                 | Zàmbia                  | 2     |             |             |  |  |       |       |
|  | 28 gener - Durban         |                   | Zàmbia                  | 2     |             |             |  |  |       |       |
|  |                           | Tunísia           | 4                       |       | Tercer lloc | Tercer lloc |  |  |       |       |
|  | Gabon                     | Tunísia           | 4                       | 1 (1) | Tercer lloc | Tercer lloc |  |  |       |       |
|  | Gabon                     |                   | 3 febrer - Johannesburg | 1 (1) |             |             |  |  |       |       |
|  | Tunísia (pen)             | 1 (4)             |                         |       |             |             |  |  |       |       |
|  | Tunísia (pen)             | 1 (4)             | Ghana                   | 0     |             |             |  |  |       |       |
|  |                           |                   |                         |       |             |             |  |  |       |       |
|  | Zàmbia                    | 1                 |                         |       |             |             |  |  |       |       |
|  | Zàmbia                    | 1                 |                         |       |             |             |  |  |       |       |

#### Quarts de final
| Sud-àfrica             | 2–1 | Algèria    |
| ---------------------- | --- | ---------- |
| Fish 72' · Moshoeu 85' |     | Lazizi 84' |

| Zàmbia                             | 3–1 | Egipte         |
| ---------------------------------- | --- | -------------- |
| Litana 58' · Mutale 65' · Lota 76' |     | S. Kamouna 43' |

| Gabon                               | 1–1 (pr.) | Tunísia                                  |
| ----------------------------------- | --------- | ---------------------------------------- |
| Mackaya 16'                         |           | Baya 10'                                 |
| Tanda de penals                     |           |                                          |
| Mackaya · Kassa-Ngoma · Bekogo-Zogo | 1–4       | Sellimi · Fekhi · Ben Slimane · El Ouaer |

| Ghana      | 1–0 | Zaire |
| ---------- | --- | ----- |
| Yeboah 22' |     |       |

#### Semifinals
| Sud-àfrica                      | 3–0 | Ghana |
| ------------------------------- | --- | ----- |
| Moshoeu 22', 87' · Bartlett 46' |     |       |

| Zàmbia                | 2–4 | Tunísia                                            |
| --------------------- | --- | -------------------------------------------------- |
| Lota 68' · Makasa 90' |     | Sellimi 16', 85' (pen.) · Baya 20' · Ghodhbane 47' |

#### 3r i 4t lloc
| Ghana | 0–1 | Zàmbia        |
| ----- | --- | ------------- |
|       |     | J. Bwalya 51' |

#### Final
| Sud-àfrica        | 2–0 | Tunísia |
| ----------------- | --- | ------- |
| Williams 73', 75' |     |         |

## Campió
| Guanyador de Copa d'Àfrica 1996 |
| ------------------------------- |
| · Sud-àfrica · Primer títol     |

## Golejadors
5 gols
- Kalusha Bwalya

4 gols
- John Moshoeu
- Mark Williams

3 gols
- Abédi Pelé
- Ahmed El-Kass
- Imed Ben Younes
- Dennis Lota

2 gols
- Ali Meçabih
- Quinzinho
- François Omam-Biyik
- Brice Mackaya
- Anthony Yeboah
- Zoubeir Baya
- Adel Sellimi
- Johnson Bwalya
- Kenneth Malitoli

1 gol
- Billel Dziri
- Tarek Lazizi
- Khaled Lounici
- Joni
- Paulão
- Aboubakari Ouédraogo
- Youssouf Traoré
- Boureima Zongo
- Georges Mouyémé
- Alphonse Tchami
- Joël Tiéhi
- Moussa Traoré
- Samir Ibrahim
- Ali Maher
- Aurelien Bekogo
- Guy Nzeng
- Felix Aboagye
- Charles Akonnor
- Kwame Ayew
- Mass Sarr Jr
- Kelvin Sebwe
- Manuel Bucuane
- Mohamed Kallon
- John Gbassay Sessay
- Shaun Bartlett
- Mark Fish
- Phil Masinga
- Abdelkader Ben Hassen
- Hédi Berkhissa
- Kais Ghodhbane
- Liombi Essende
- Roger Lukaku
- Elijah Litana
- Hillary Makasa
- Vincent Mutale

En pròpia porta
- Helder Vicente

## Equip ideal de la CAF
Porter
- Chokri El Ouaer

Defenses
- Yasser Radwan
- Mark Fish
- Elijah Litana
- Isaac Asare

Mitjos
- Zoubeir Baya
- Hazem Emam
- Abédi Pelé
- Mark Williams

Davanters
- Kalusha Bwalya
- Anthony Yeboah